# ノイシュタット・バイ・コーブルク
ノイシュタット・バイ・コーブルク (ドイツ語: Neustadt bei Coburg、公式表記はNeustadt b.Coburg) は、ドイツ、オーバーフランケン行政管区、コーブルク郡に属する大規模郡都市。

## 地理
ノイシュタット・バイ・コーブルクは、コーブルク郡の北東部、テューリンゲンの森の南縁に面した広い盆地に位置する。ノイブルクの「故郷の山」ムップベルク (515.5m)の麓の街。市域の中をレーデン川とシュタイナハ川が流れている。

### 自治体の構成

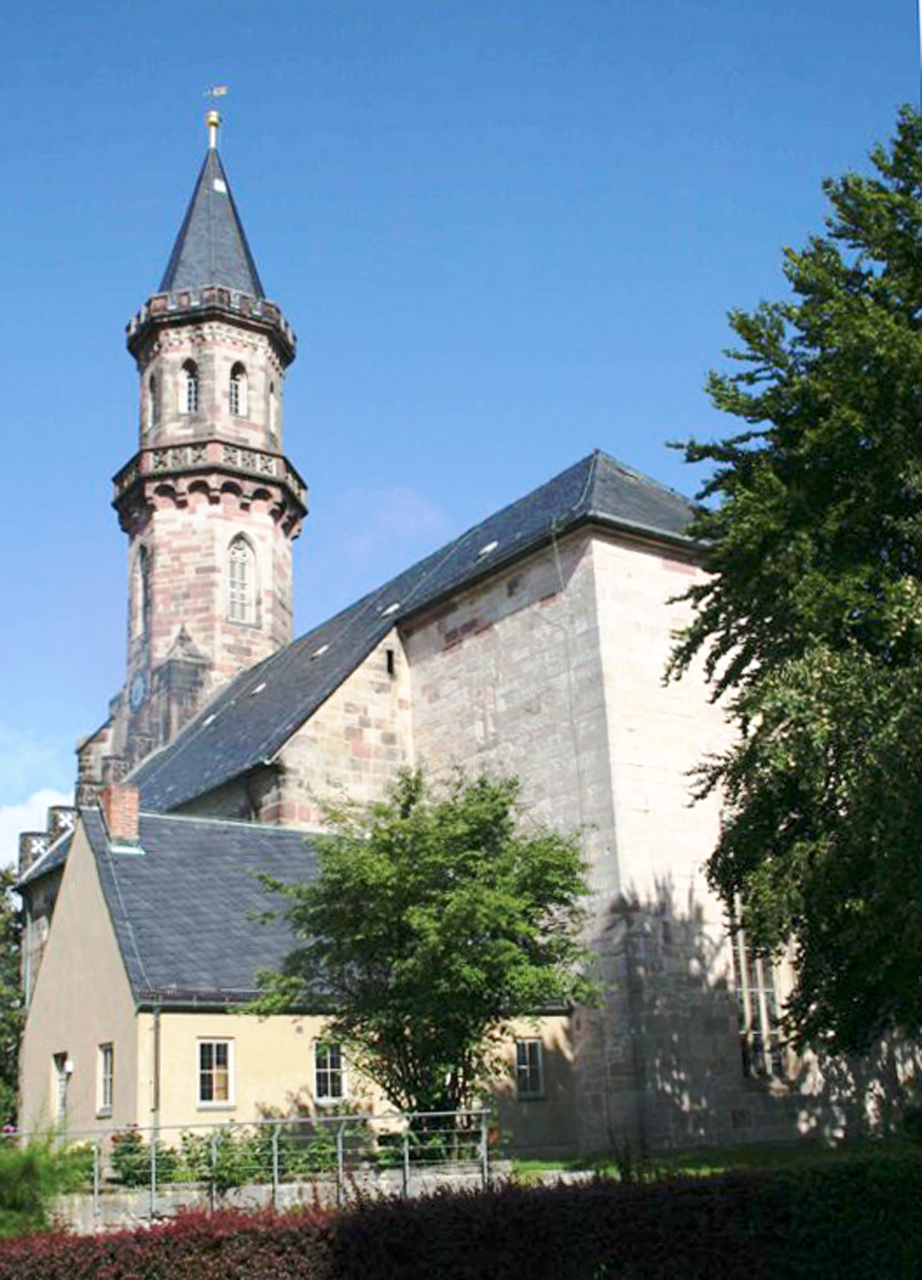
ノイシュタット・バイ・コーブルクの教会

本市は、公式には22の集落からなる。
| - アイヒャ - ビルキヒ - ボーデルンドルフ - ブリュックス - エーバースドルフ - フェヒハイム - フュルト・アム・ベルク - ハールブリュッケン | - ヘーン - ホルプ・バイ・フュルト・アム・ベルク - ケンマーテン - ケッチェンバッハ - マイルシュニッツ - ミッテルヴァズンゲン - ノイシュタット・バイ・コーブルク | - プレステン - リュットマンスドルフ - タン - ウンターヴァズンゲン - ヴァイマースドルフ - ヴェルマースドルフ - ヴィルデンハイト |

## 歴史
ノイシュタットは、12世紀の後半に、レーデン川の徒渉地に設けられた税関に起源を持つ。1248年には、市の開催権が与えられ、1316年にはシュタット（都市）となった。1353年にはヴェッティン家の「コーブルク保護区」一部となり、これ以降現在の紋章を用いている。
この町は、ニュルンベルクとライプツィヒとを結ぶ軍用路・交易路上に位置しており、レーデン川をわたる徒渉地や橋の通行税で潤い、また日用品の調達や宿場町としても発展した。14世紀には伯爵家の法廷が置かれた。中世の終わり頃には、約570人の人口を擁していた。
宗教改革の動きは他のザクセン選帝侯領と同様、早い時期からもたらされた。正確な時期は不明だが1525年から1528年の間には、初代の福音派説教者が任命されている。また、1530年にはマルティン・ルターが訪れ、聖金曜日の説教を行っている。
三十年戦争では、街道沿いにあるその位置のため、敵対する各軍が利用し、あるいは破壊した。領主の中立的立場にもかかわらず、兵の通行は大規模な破壊を免れなかった。1636年、敵襲とは無関係だが、大火災が起こり、火事場の190軒中運良く残ったのは、わずか36軒であった。1839年に2度目の大火があり、226軒の家のうち179軒が瓦礫と灰に化した。市庁舎も記録類と共に焼けてしまった。
テューリンゲンの森を越え、家具職人・玩具職人をはじめとする木材加工の職人が移り住んだ。1600年頃には近隣のゾンネベルクからビスマスを含有した新しい塗料がもたらされ、彩色が発展した。1748年にノイシュタットに定住したヨハン・アンドレアス・グライナーはその代表的な職人である。その後玩具作りは、業務が細分化された産業として発展を遂げ、特に人形作りが盛んとなる。有名なマックス・オスカー・アルノルトのような大規模な企業体も出現した。1870年頃には輸出による飛躍的な発展を経験するが、世界大戦により販路が閉ざされてしまった。第二次大戦後にはテューリンゲンの森から、ガラス産業がもたらされた。
1918年に第一次世界大戦が終結し、君主制の時代が終わった。ノイシュタットは、テューリンゲン州に入るかバイエルン州に入るかを住民投票で決することとしたが、住民は圧倒的な票差でバイエルン州を選択した。これには企業家で政治家であったマックス・オスカー・アルノルトが精力的に働きかけたことも関係している。
1927年、国家社会主義者達は、「フランケンの日」と題する集会をノイシュタットで開催し、アドルフ・ヒトラーもこの集会で演説を行った。1932年の選挙では左翼政党（ドイツ社会民主党とドイツ共産党）の得票数を国家社会主義政党のそれが上回った。1934年には国家社会主義ドイツ労働者党に属さない市長が更迭された。
1937年にジーメンス社のケーブル・電線工場がノイブルクに開設され、1944年にはラーフェンスブリュック強制収容所に拘留されたユダヤ系ハンガリー人の妻達400人が過酷な肉体労働を強いられた。この人々は、1945年にアメリカ軍によって解放された後は、チェコ方面に移送された。
1945年から1989年までの間、ノイシュタットは国境地域となり、それまで経済的に親密な関係にあったゾンネベルクおよびその周辺地域との交流も断絶した。しかし、その一方で、国境地域支援プログラムにより、この地域に移転してきた企業には支援が与えられた。70年代の市町村再編で21の自治体が合併したが、郡自由都市の地位を失った。

## 行事
毎年7月の土曜日に子供祭りが開催される。この祭りの起源は、かつてのグレゴリウス祭といわれ、450年以上の伝統を誇っている。
1995年以降、現代の人形文化への貢献に対してマックス＝オスカー＝アルノルト賞が制定され、昇天の祝日の週に行われる国際人形フェスティバルで、その表彰が行われる。

## 政治

### 市議会
市議会は21議席から成る。

### 紋章
図柄：金地に2本の尾と赤い爪を持つ黒い獅子。

### 友好都市
- ゾンネベルク （ドイツ、テューリンゲン州）
- Villeneuve-sur-Lot（フランス、ロゼール県）
- 5カ国（ドイツ、オーストリア、チェコ、スロヴァキア、ハンガリー）、34市町村で組織される「ヨーロッパ・ノイシュタット作業共同体」という国際友好都市組織に加盟している。

## メディア
1996年以降、ノイシュタットには、ローカルテレビ局のNEC TVが開局している。

## 経済

### ケーブル・電線
1937年2月1日、この町はジーメンス＝シュッケルトヴェルク株式会社ノイブルク・ケーブル工場を受け入れた。この工場は、21世紀に至るまでこの町の経済的な基盤を形成し続けている。1975年には、その従業員数は、分工場も含めて3400人に及び、工業化の立ち後れた国境地域の「経済における灯台」となっていた。

### テレネック
テレネック社は、テレビ放送、ラジオ放送、あるいはインターネットで用いられる、広域帯ケーブルや、グラスファイバー通信網をこの町に提供している。

## 交通

### 道路網
かつてのドイツ内の国境に位置していたことから、再統一から10年以上を経てもその道路の接続は十分でない。ノイシュタットには、コーブルクおよびゾンネベルクを結ぶ州道2202とクローナハへ向かう州道2708、そしてリヒテンフェルスへ行く郡道CO11が地域外道路網に接続しているが、2006年現在、連邦道路やアウトバーンは走っていない。連邦アウトバーン73や連邦道B999（レーデンタールを迂回する）が完成する2008年には、直接アウトバーンに乗り入れることが出来るようになる。

### 鉄道網

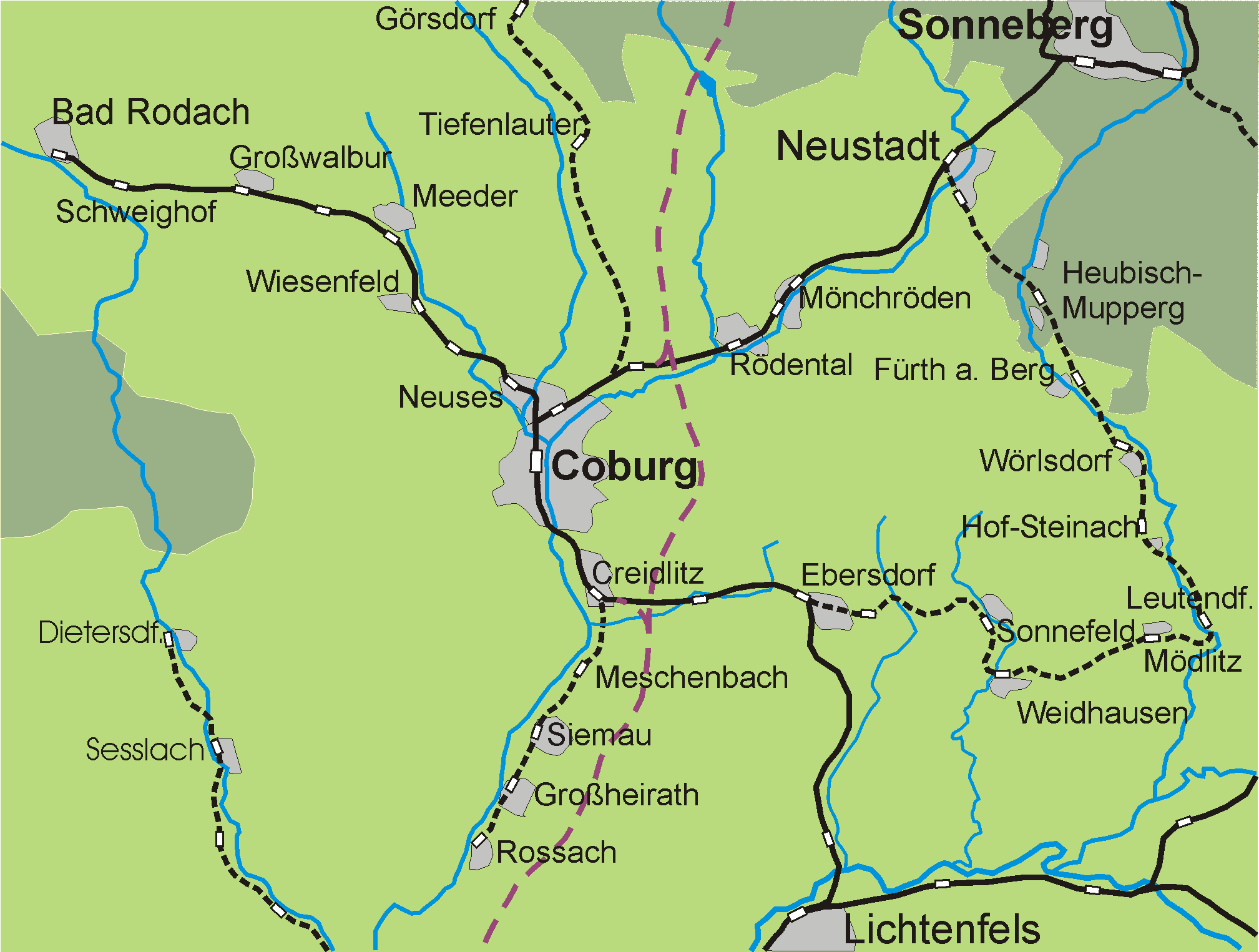
コーブルク周辺路線図。黒の点線は廃線。

第二次世界大戦後まで、コーブルクからゾンネベルクへつながる鉄道がつながっていた。テューリンゲンへの鉄道は、第二次世界大戦後も残された。また、これに接続する「シュタイナハタール鉄道」と呼ばれる路線があった。現在ノイシュタットに編入されているフュルト・アム・ベルクまでは、1975年6月1日まで私鉄がシュタイナハタール鉄道を運営していた。
ドイツ分裂によってノイシュタットとゾンネベルクとの間の鉄道交通は遮られた。このため、ノイシュタットはコーブルク - ゾンネベルク間の路線の終着駅となった。東西ドイツ再統一後の1992年、この路線は再び運行を始めた。

### 博物館
- 民族衣装の人形コレクションがあるドイツ玩具産業博物館
- 1945年から1990年のドイツ分断に関する情報を集めた、テューリンゲン - フランケン出会いの場所

## 方言
レーデンタールでは、マインフランケン方言の一種であるイッツグリュンディシュ方言が話されている。

## 出身人物
- ヨハン・ゲオルク・ヴィットハウアー - 作曲家
- ゲオルク・ジーモン・レーライン - 音楽家

## 引用
1. ↑  https://www.statistikdaten.bayern.de/genesis/online?operation=result&code=12411-003r&leerzeilen=false&language=de Genesis-Online-Datenbank des Bayerischen Landesamtes für Statistik Tabelle 12411-003r Fortschreibung des Bevölkerungsstandes: Gemeinden, Stichtag (Einwohnerzahlen auf Grundlage des Zensus 2011)
2. ↑  Bayerische Landesbibliothek Online